# كينيث إم. جاكوبس
كينيث إم. جاكوبس (بالإنجليزية: Kenneth M. Jacobs)‏ هو مصرفي ورائد أعمال أمريكي، ولد في 1958.

## وصلات خارجية
- كينيث إم. جاكوبس على موقع إن إن دي بي (الإنجليزية)